# Окна ТАСС

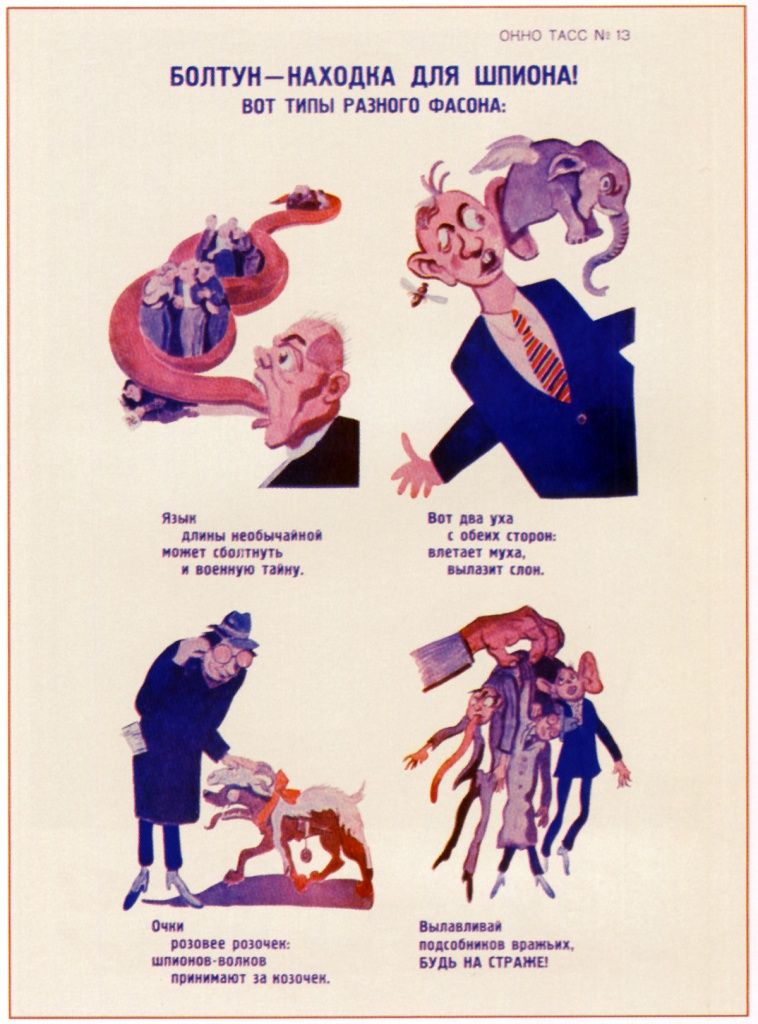
Окно ТАСС № 13. Болтун — находка для шпиона. Художник: Алексей Радаков

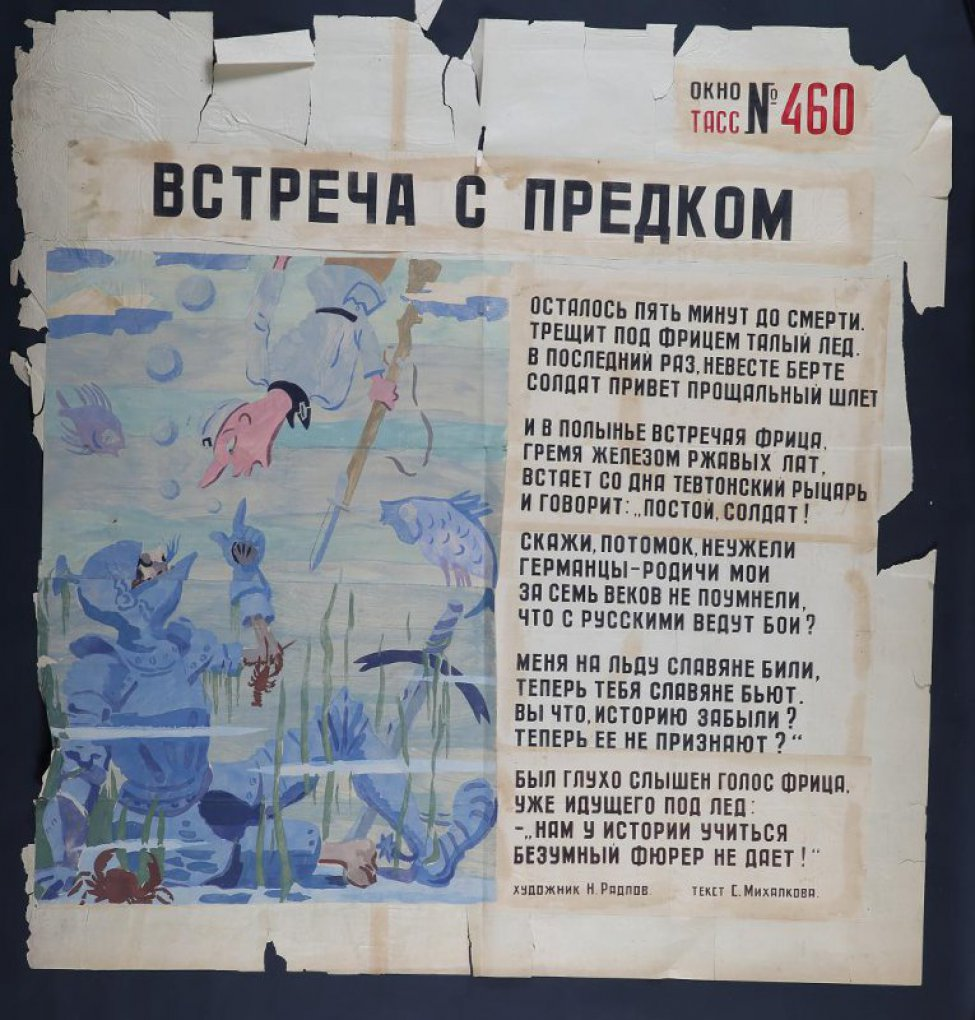
Окно ТАСС № 460. Встреча с предком. Художник: Николай Радлов

Окна ТАСС — серия советских агитационных плакатов с призывами к защите Родины.

## История

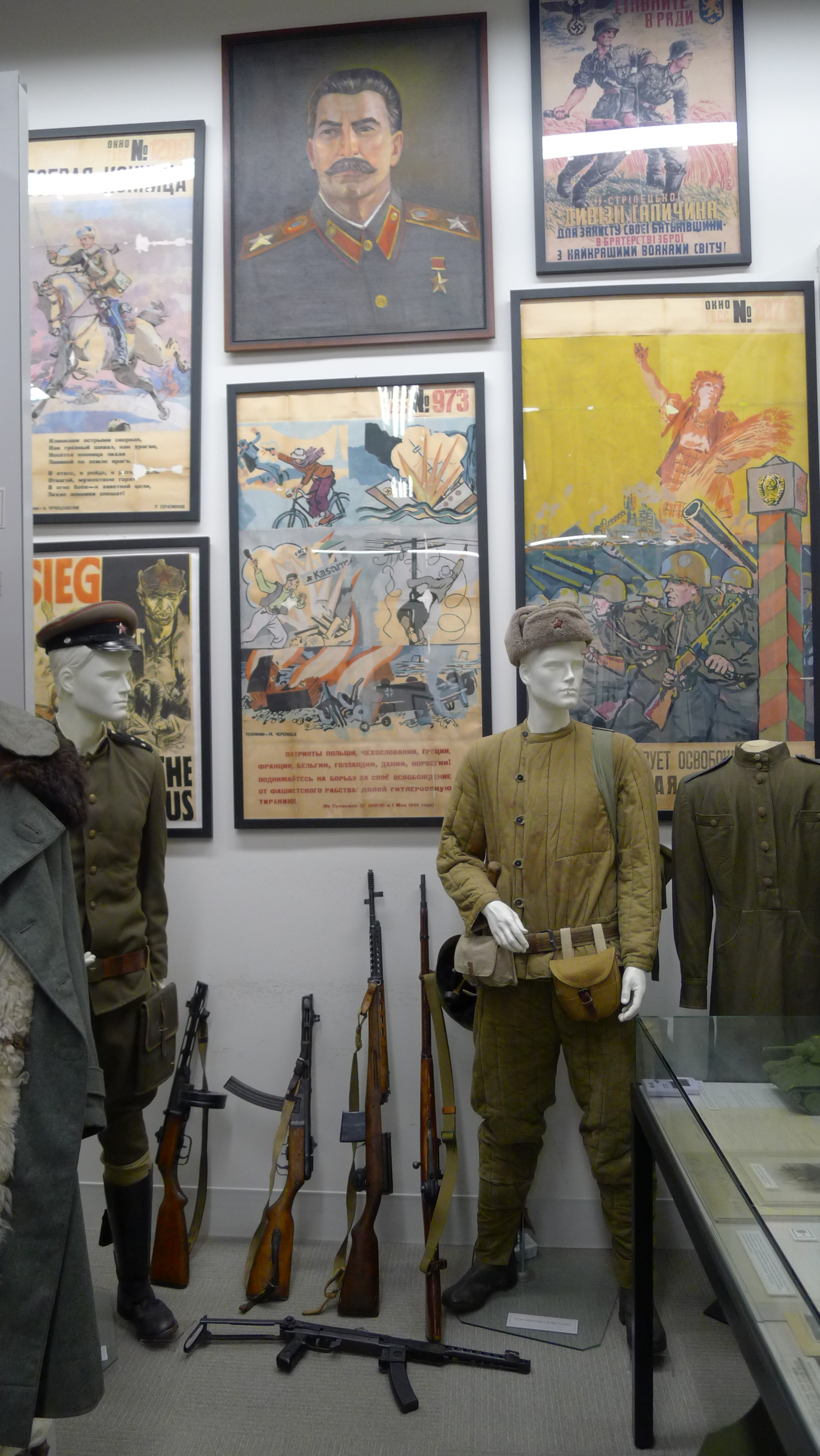
Три плаката из серии «Окна ТАСС», выставленные вместе с другими пропагандистскими плакатами и военным снаряжением Советского Союза времен Великой Отечественной войны. Фотография из закрытого музея Второй Мировой войны за пределами Бостона, США, 2015 год

Созданы в первые дни Великой Отечественной войны редактором Г. М. Кофманом, художниками В. С. Слыщенко и Н. Н. Игнатьевым, а также журналистом Израилем Анцеловичем. Наследуют Окнам РОСТА, поднимавшим дух войск Красной армии в Гражданскую войну.
Это был специальный вид малотиражного плаката, создаваемого не печатью, а вручную, нанесением клеевых красок на бумагу через трафарет. По этой причине по сравнению с печатным плакатом, тассовский обладал большей красочной свободой. Другое важное свойство — мобильность, возможность мгновенной реакции на то или иное событие. Сатира, юмор и смех являлись главным ключом к образным решениям плакатов «Окон ТАСС». По этим причинам они были очень популярны в годы войны.
Художники:
- Главными художниками были Кукрыниксы
- Черемных, Михаил Михайлович
- Шухмин, Пётр Митрофанович
- Радлов, Николай Эрнестович
- Котов, Пётр Иванович
- Иванов, Александр Михайлович

Поэты:
- Демьян Бедный
- Жаров, Александр Алексеевич
- Лебедев-Кумач, Василий Иванович
- Маршак, Самуил Яковлевич
- Использовались стихи покойного Маяковского.

Кукрыниксы внесли огромный вклад в деятельность «Окон ТАСС». Их листы, в частности, «На приёме у бесноватого главнокомандующего» (1944), «Потеряла я колечко» (1944), по манере восходят к жанру карикатуры, в котором они работали в 20-е.

## Современное[когда?]значение
В настоящее время[когда?] в окнах здания ТАСС находятся экраны с отображающимися на них новостями.
В декабре 2013 года проект «Окна ТАСС» был запущен на экранах в Новосибирском метрополитене. Проект представляет собой фотографии по актуальным новостям с подписями к ним. В ходе презентации проекта генеральный директор ИТАР-ТАСС заявил о том, что экраны с «Окнами ТАСС» будут развёрнуты во всех метрополитенах России.